# Дворец Исхак-паши

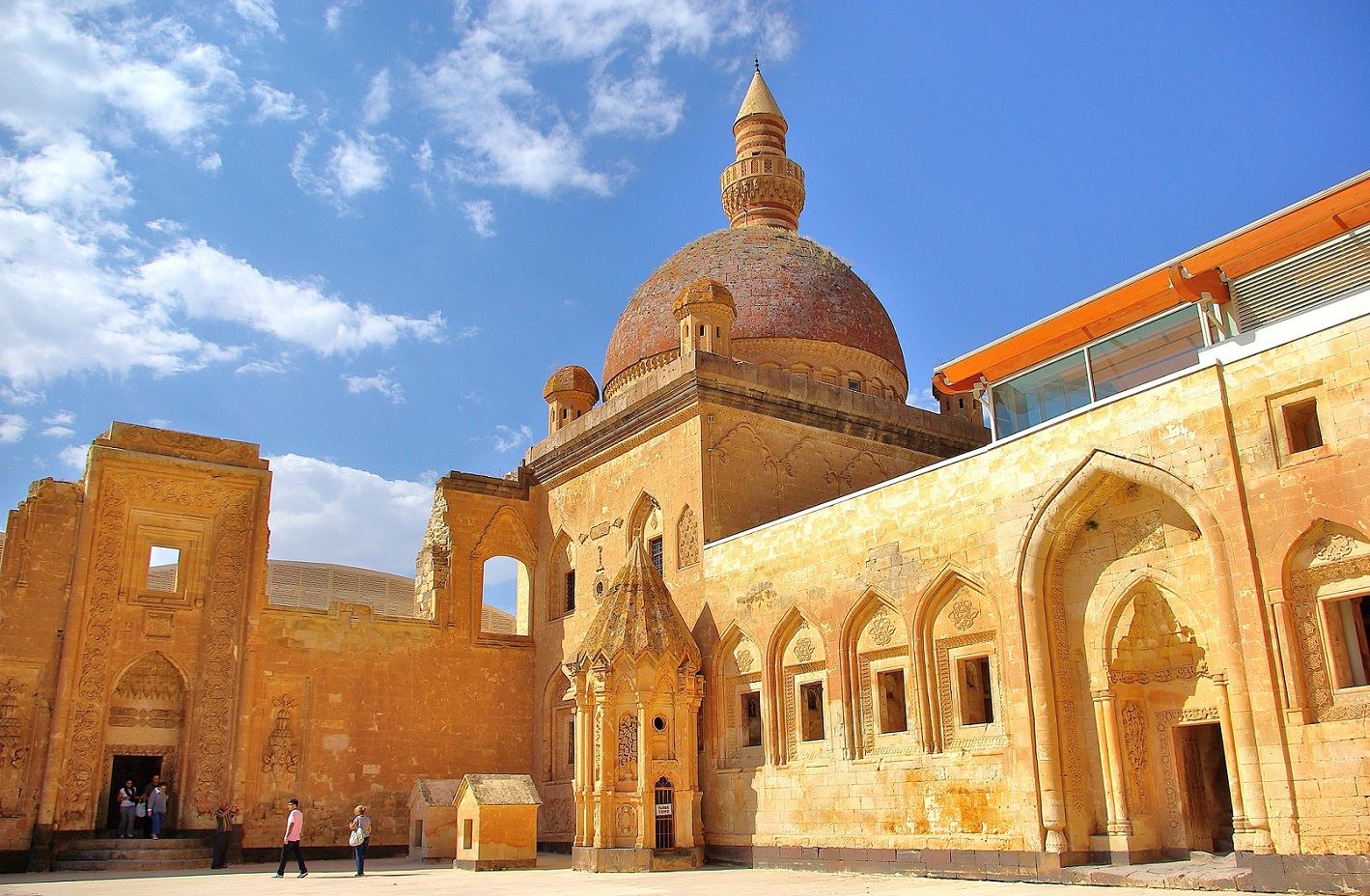
Дворец Исхак-паши в 2010 году

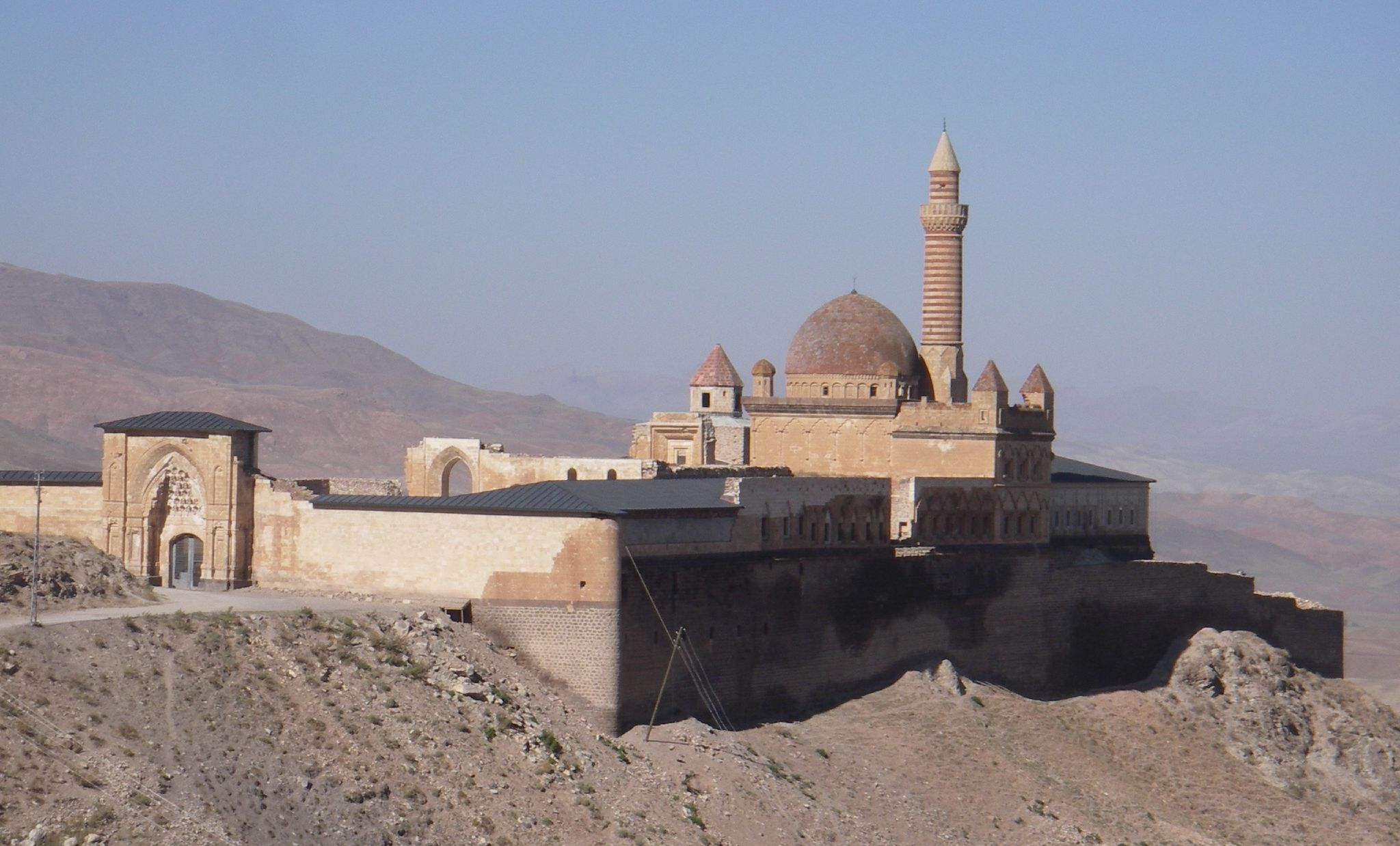
Дворец Исхак-паши, вид издалека, 2006 год

Дворец Исхак-паши (тур. İshak Paşa Sarayı) — полуразрушенный дворцово-административный комплекс османского периода, расположенный в районе Догубаязит провинции Агры на востоке Турции.
Его строительство начал в 1685 году бей провинции Баязит Чолак Абди-паша из Джильдирогуллари, семьи наследственных пашей, связанных с грузинским княжеским родом Джакели. Его дело продолжил его потомок Исхак-паша, паша Чылдыра с 1790 по 1791 год, имя которого и закрепилось за этим комплексом. Согласно надписи на двери, строительство части здания гарема дворца было завершено Исхак-пашой в 1784 году.
Дворец Исхак-паши — один из немногих сохранившихся исторических турецких дворцов.
Дворец был изображен на реверсе банкноты номиналом 100 новых турецких лир 2005—2009 годов.

## История
Строительство дворца началось в 1685 году, продолжалось в течение десятилетий и было закончено в 1784 или 1785 году. В 1840 году дворец пострадал от землетрясения и некоторое время оставался заброшенным, будучи частично восстановленным в течение следующих 20 лет. Во время Русско-турецкой войны (1877—1878) он вновь пострадал. Впоследствии дворец использовался русскими, в том числе и во время Первой мировой войны, когда он получил повреждения от артиллерийского обстрела.
Позднее дворец использовался как административный центр окрестного района, а затем, до 1937 года, как военный форт. Впоследствии камни из дворцового комплекса брались для строительства новых домов, что нанесло ему дополнительный ущерб.
В 2000 году дворец был внесён в предварительный список объектов всемирного наследия ЮНЕСКО. В обзоре ЮНЕСКО говорится следующее:
Дворец на Шёлковом пути недалеко от иранской границы. . . Он вовсе не соответствует османской традиции, а представляет собой скорее смесь анатолийских, иранских и северомесопотамских архитектурных традиций. Традиционный план, использовавшийся при строительстве имперских дворцов в таких центрах, как Бурса, Эдирне и Стамбул, был взят в качестве примера при проектировании дворца Исхак-паши. В нём прослеживается и западное влияние в османской архитектуре в её постклассический период.
Во время реставрации 2004 года были обнаружены серьёзные проблемы в структуре дворца, которые не удалось устранить полностью. В ходе последующей реставрации была сооружена новая крыша, а также навес из дерева и стекла над некоторыми частями дворца. Естественно, это изменило его исторический облик. Очередная реставрация дворца Исхак-паши началась в 2011 году.
Помимо самого дворца местной достопримечательностью служат урартские скальные гробницы, обнаруженные в 1830 году и датированные, приблизительно, XIII—IX веками до нашей эры.

## Части дворцового комплекса

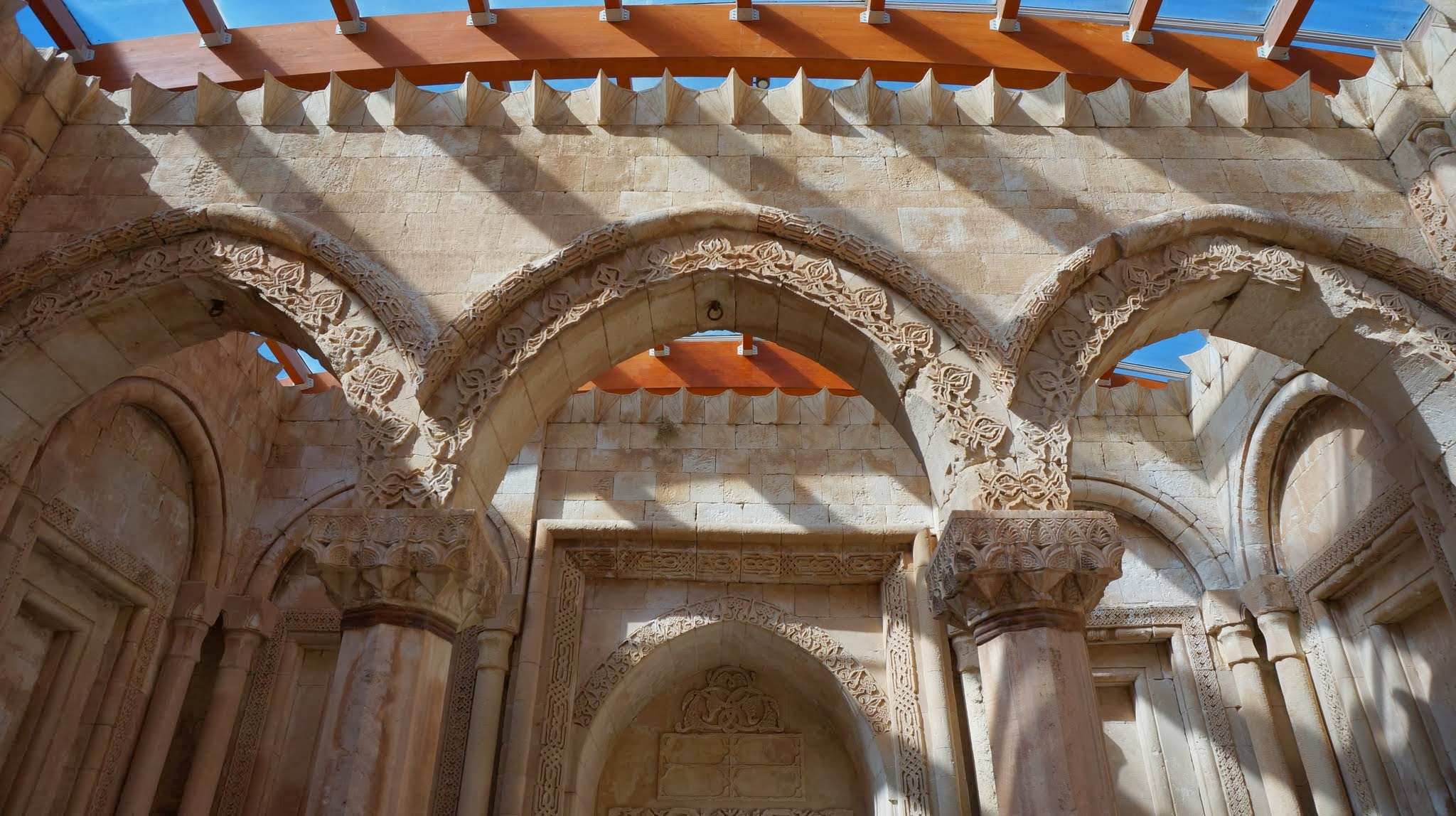
Детали интерьера дворца

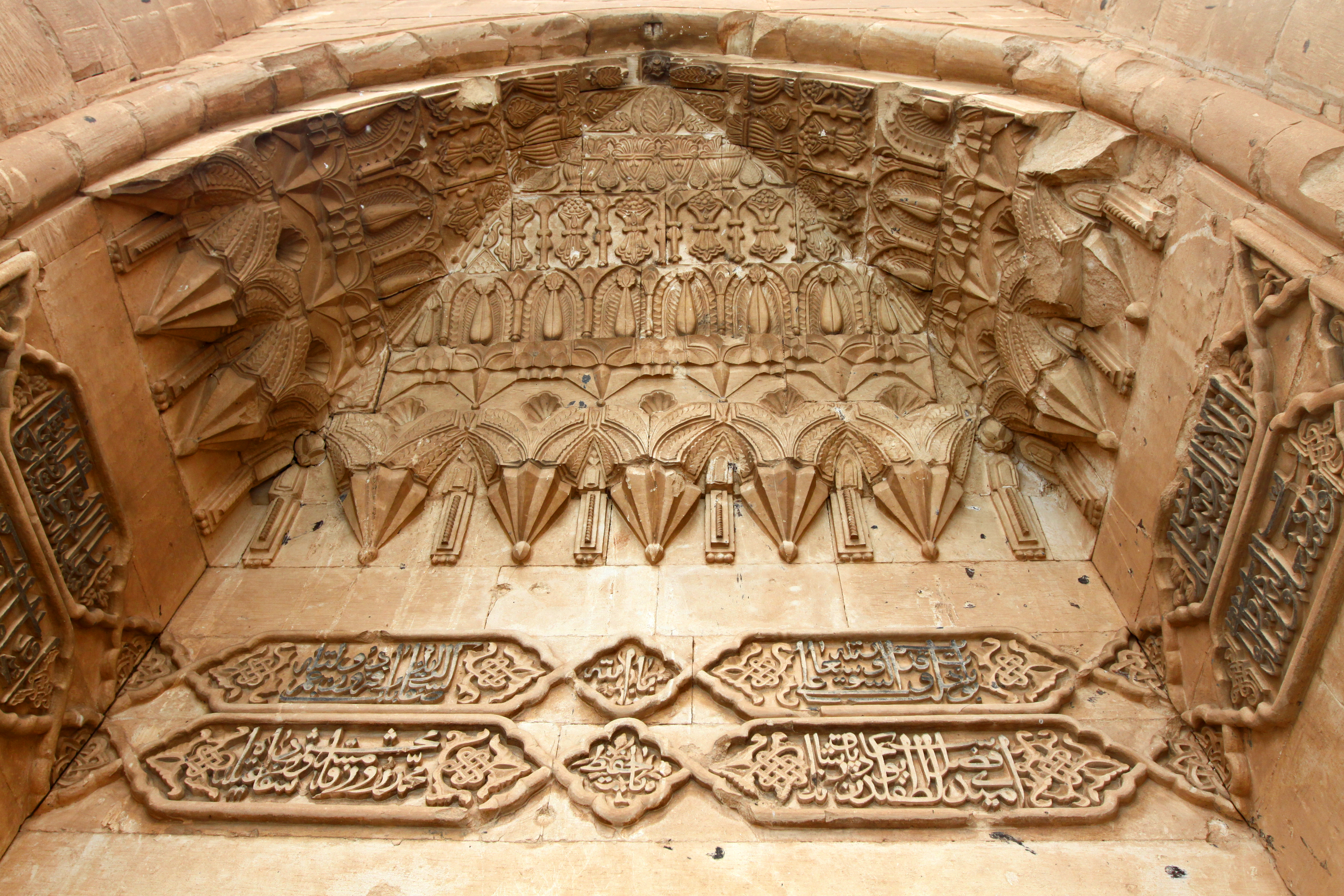
Детали интерьера дворца

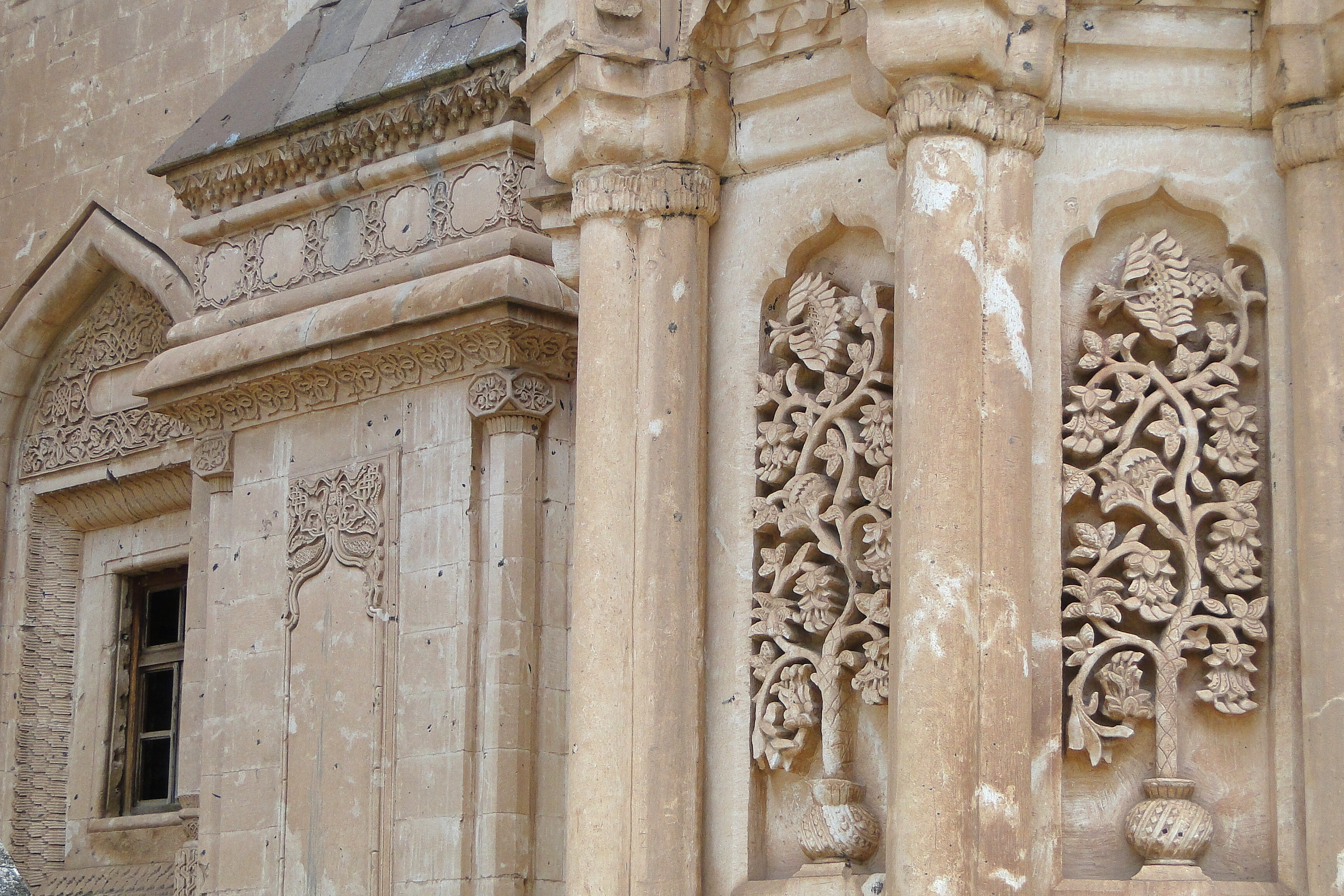
Детали интерьера дворца

Дворцовый комплекс состоит из следующих частей:
- Наружные фасады
- Первый и второй дворы
- Мужской квартал (selamlık)
- Мечеть
- Суповая кухня (Darüzziyafe)
- Баня
- Гарем
- Зал для церемоний и развлечений
- Арочные ворота
- Кладовые и оружейный склад
- Мавзолей
- Пекарня
- Подземелья
- Система центрального отопления

Характерной особенностью дворца является сочетание в его облике османского, персидского и армянского архитектурных стилей.

## Галерея

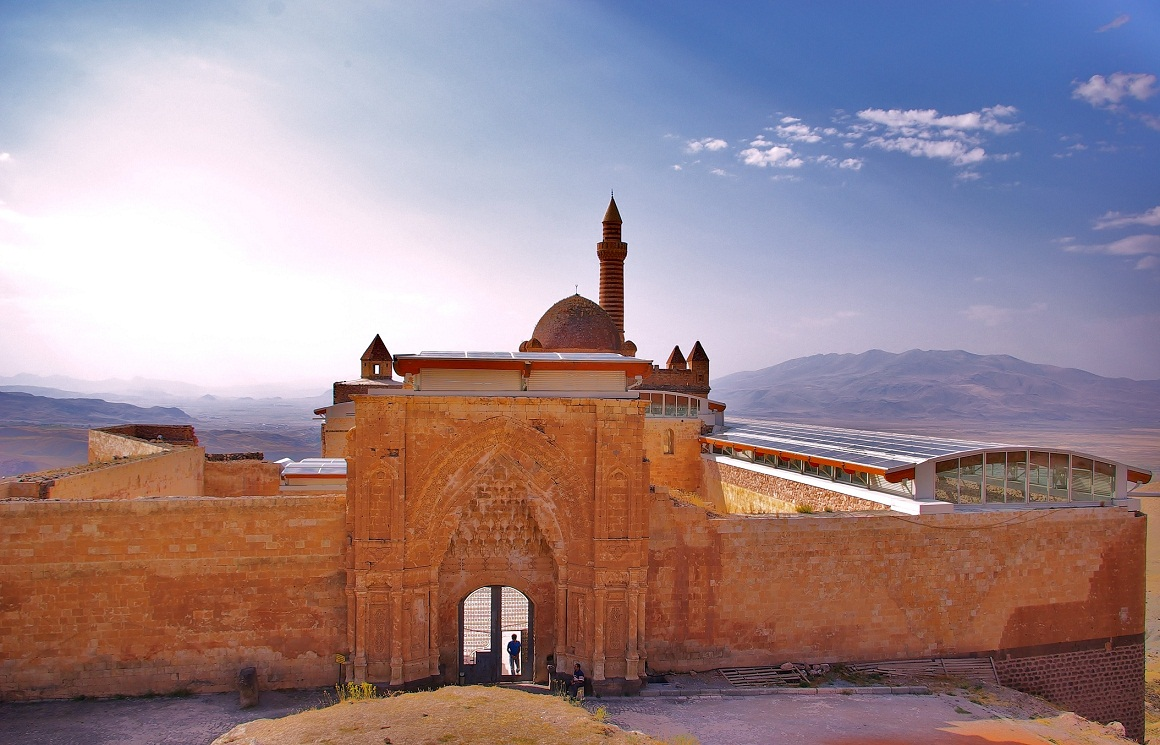
Ворота во двор
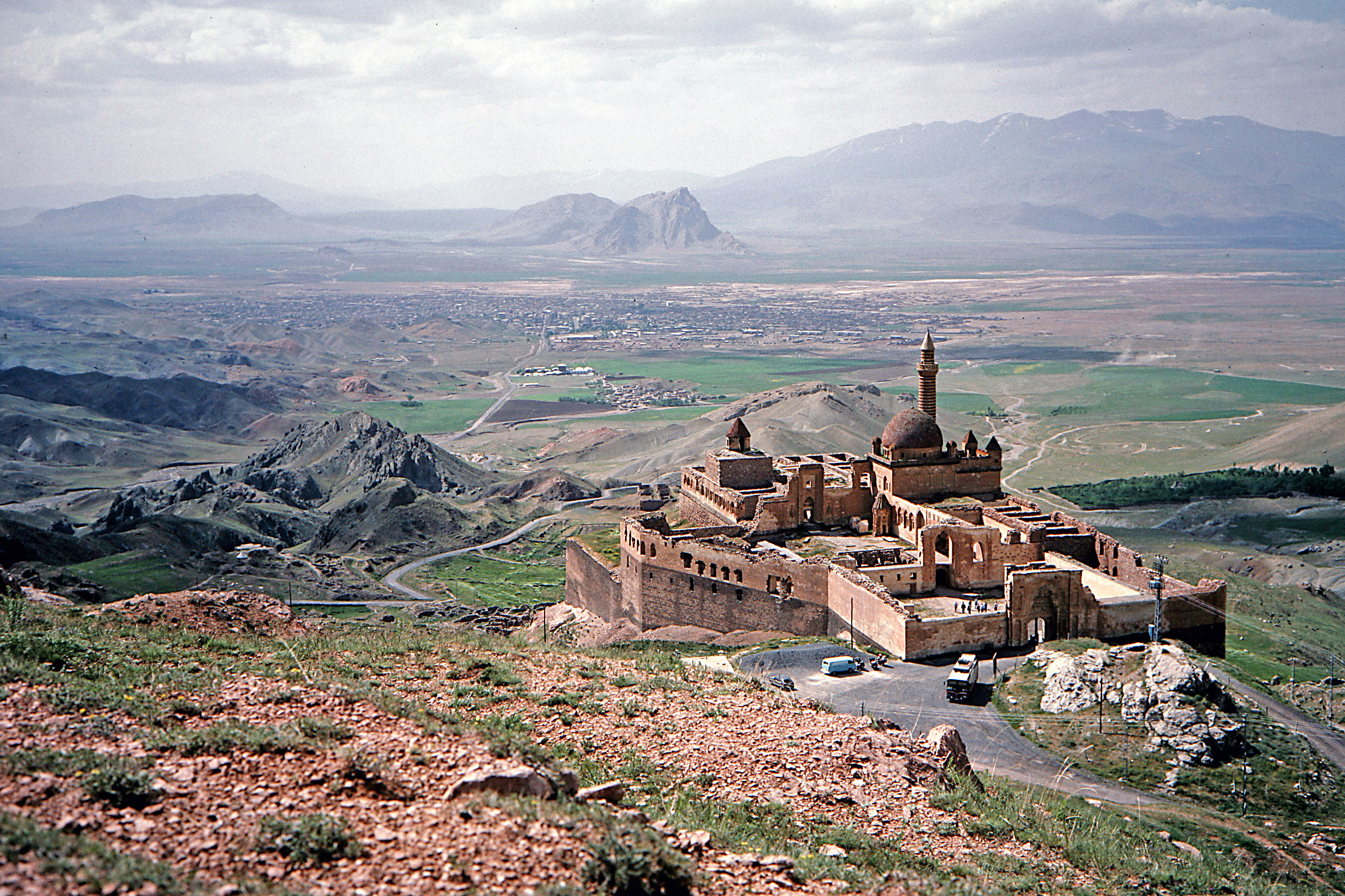
Общий вид на дворец
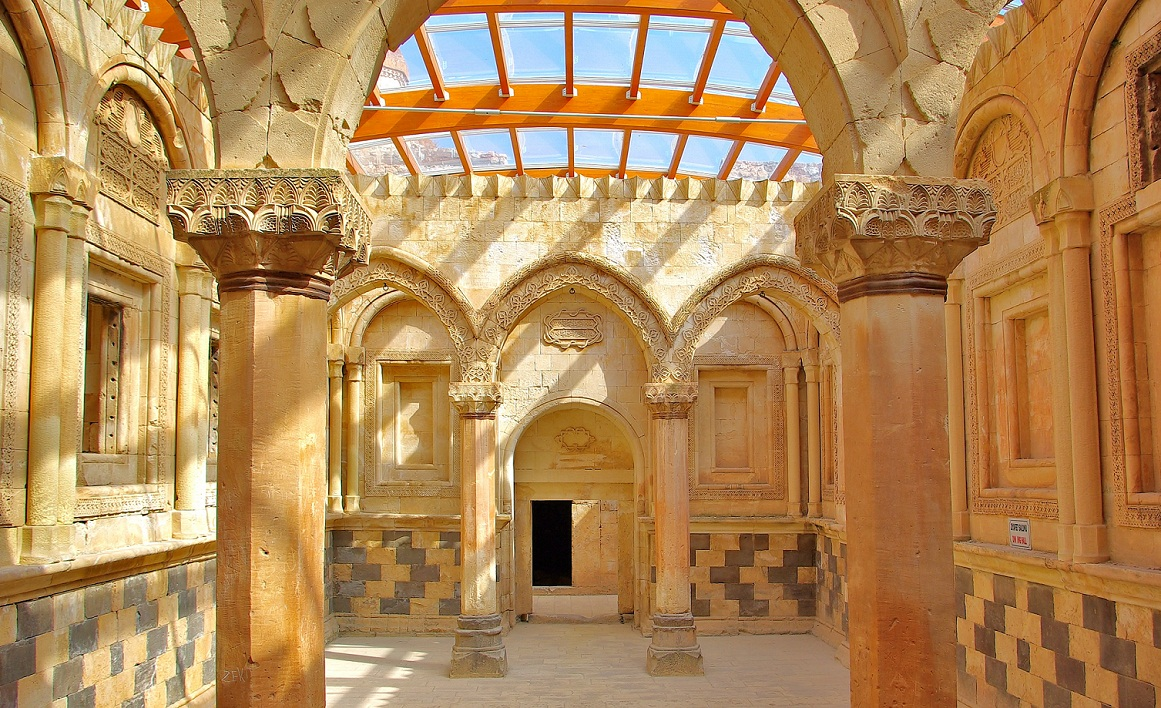
Интерьер дворца
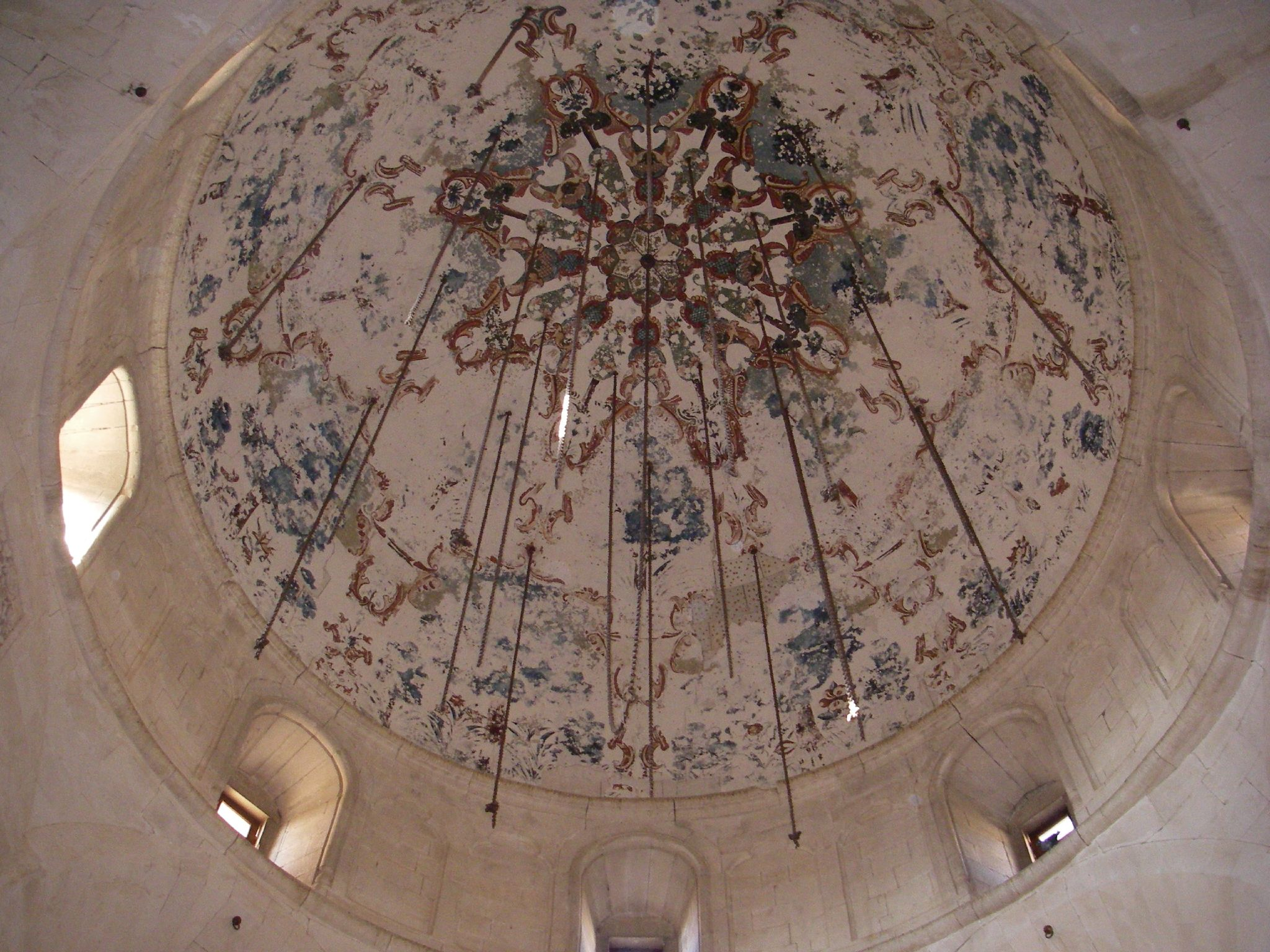
Вид на купол дворца
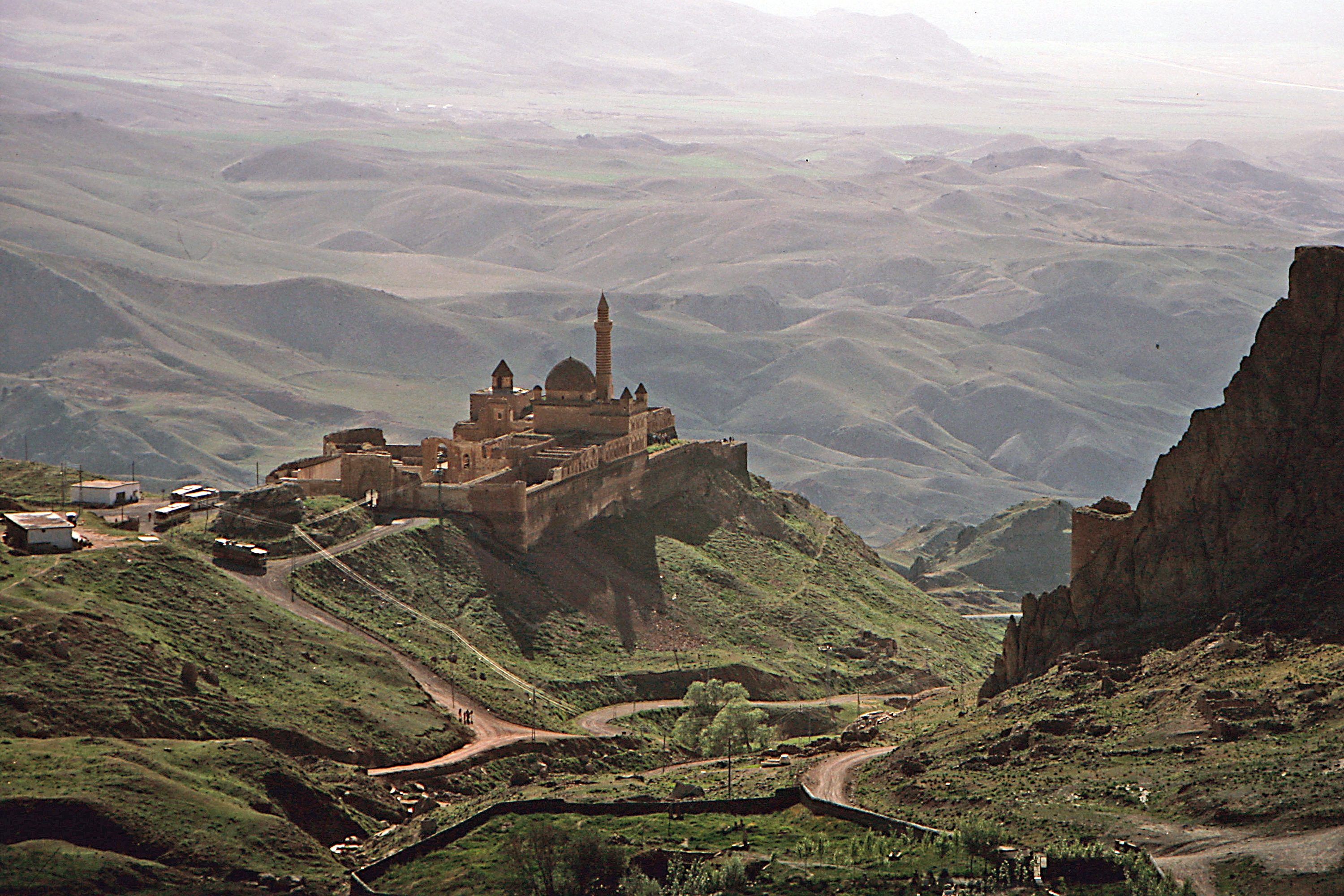
Общий вид на дворец
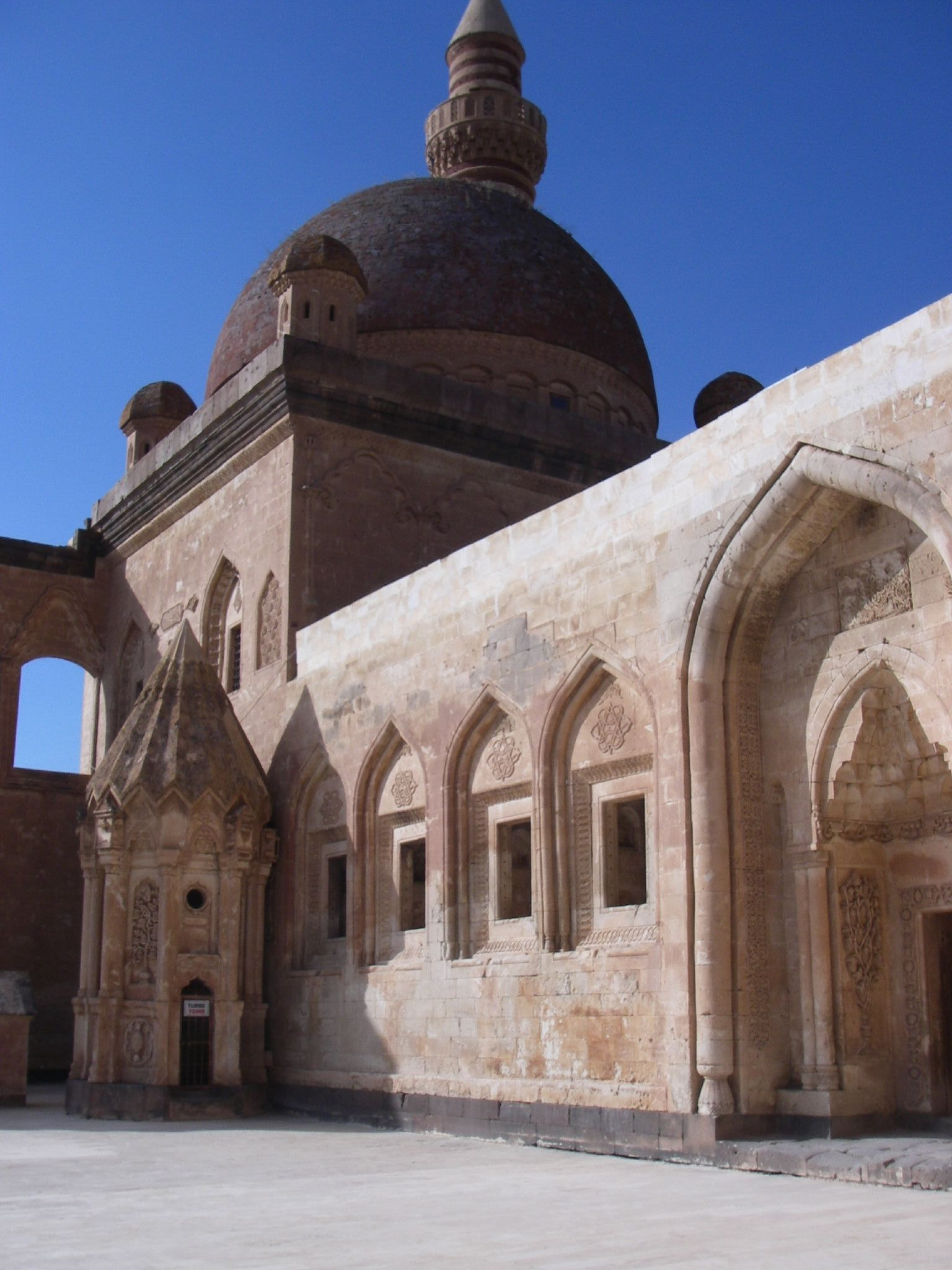
Вид со двора
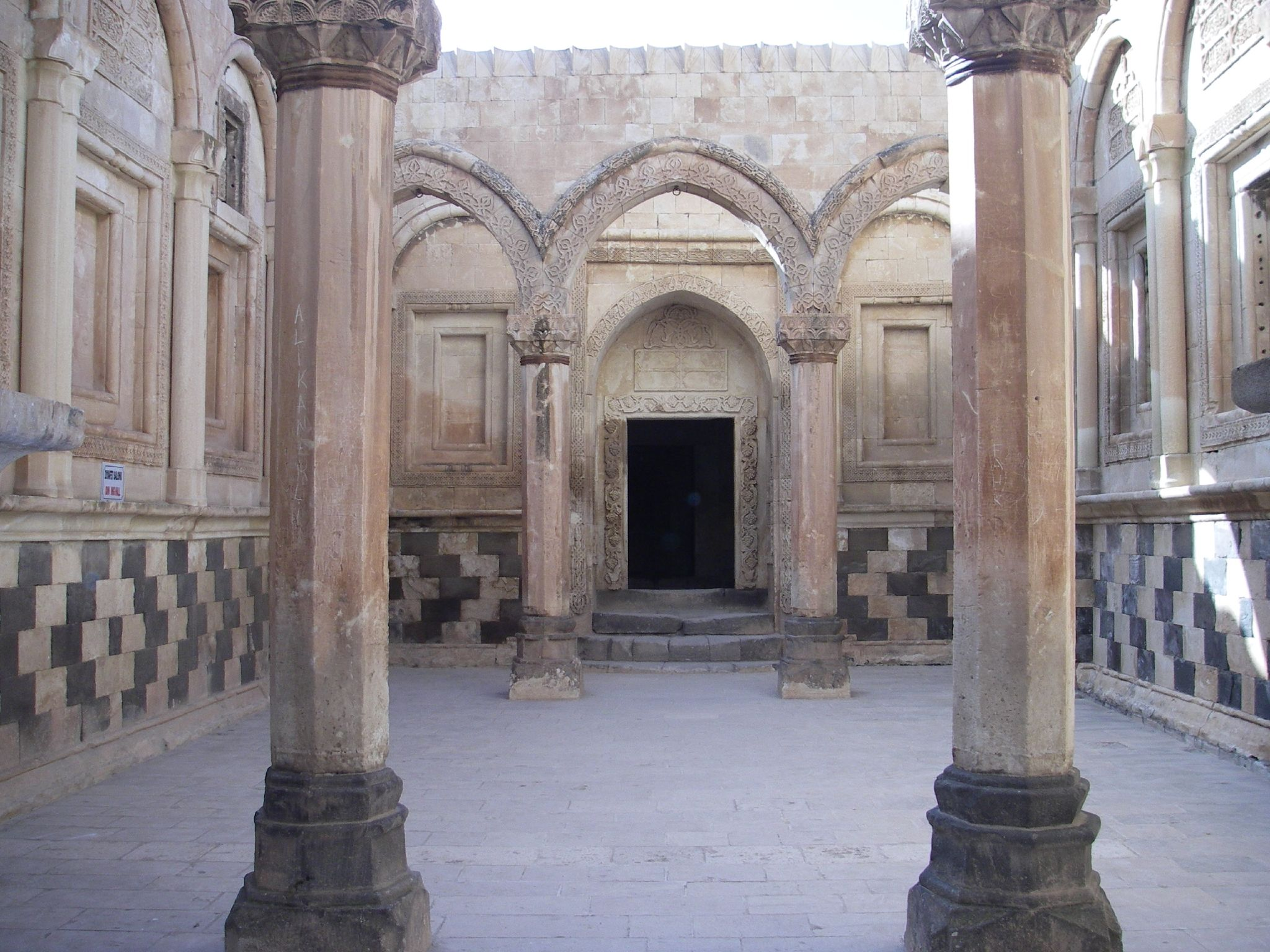
Интерьер дворца
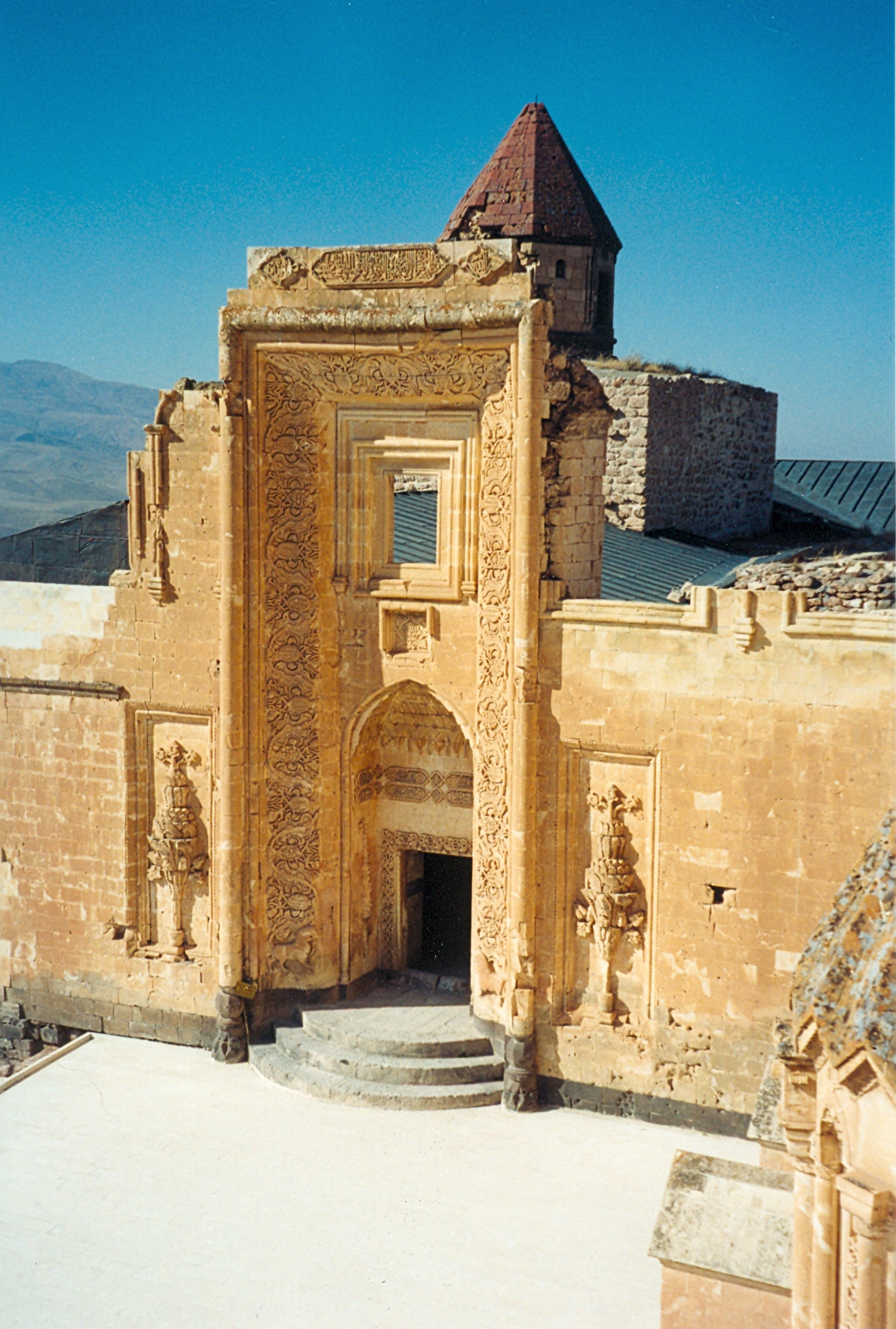
Вход в дворцовый комплекс
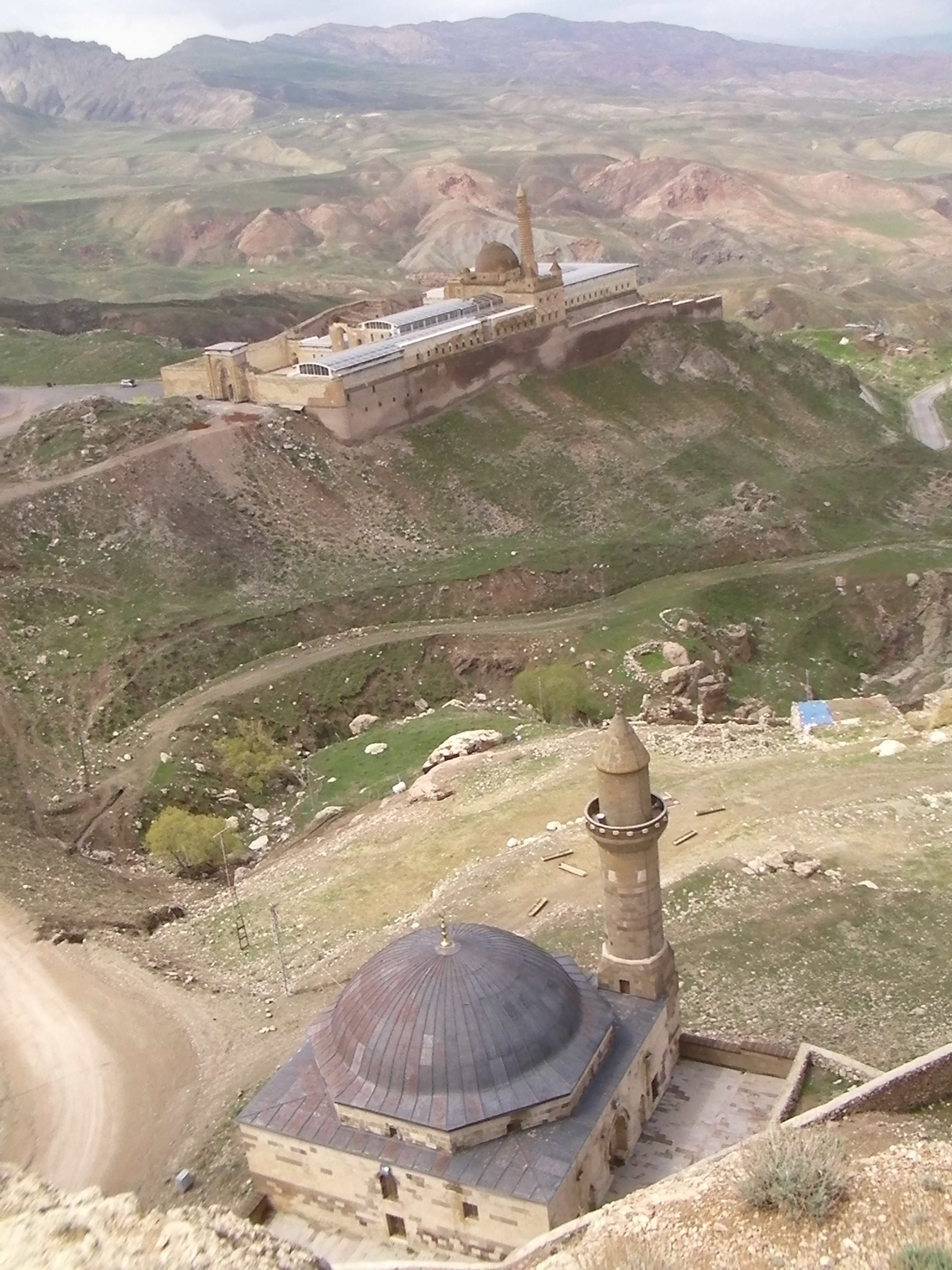
Вид 2010 года с мечетью на переднем плане
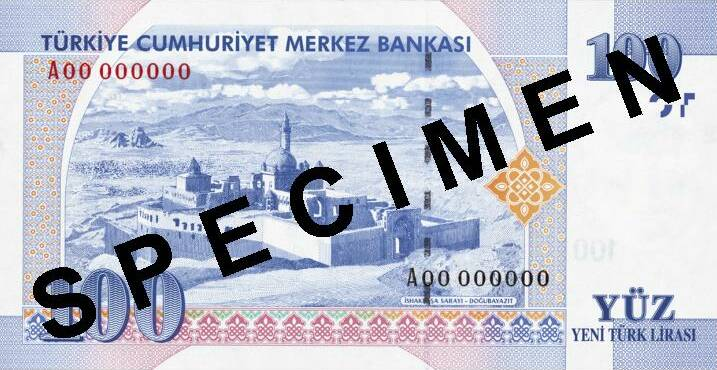
Реверс 100 новых турецких лир (2005-2009)